# Meseta de Katharo
La Meseta de Katharo se localiza en la montaña Dikti en la isla de Creta, en la prefectura de Lassithi, en el país europeo de Grecia. Administrativamente pertenece al municipio de Aghios Nikolaos, (división municipal de Kritsa). Se encuentra a 16 km (9,9 millas) de Kritsa (carretera asfaltada) y 12 km (7,5 millas) de Mesa Lassithi (carretera de montaña). Tiene 4 km (2,5 millas) de largo, 1,5 km (0,93 millas) de ancho y una altitud promedio de 1.150 m (3.770 pies) sobre el nivel del mar, (300 m o 980 pies por encima de la Meseta de Lassithi). En el oeste de Katharo están los picos de Spathi (2.148 m o 7.047 pies) y Lazaros (2.085 m o 6.841 pies), y en el Noreste y el Este están los picos de (Tsivi 1.665 m o 5.463 pies) y Platia Koryfi (1.485 m o 4.872 pies).